# Dunnes Stores

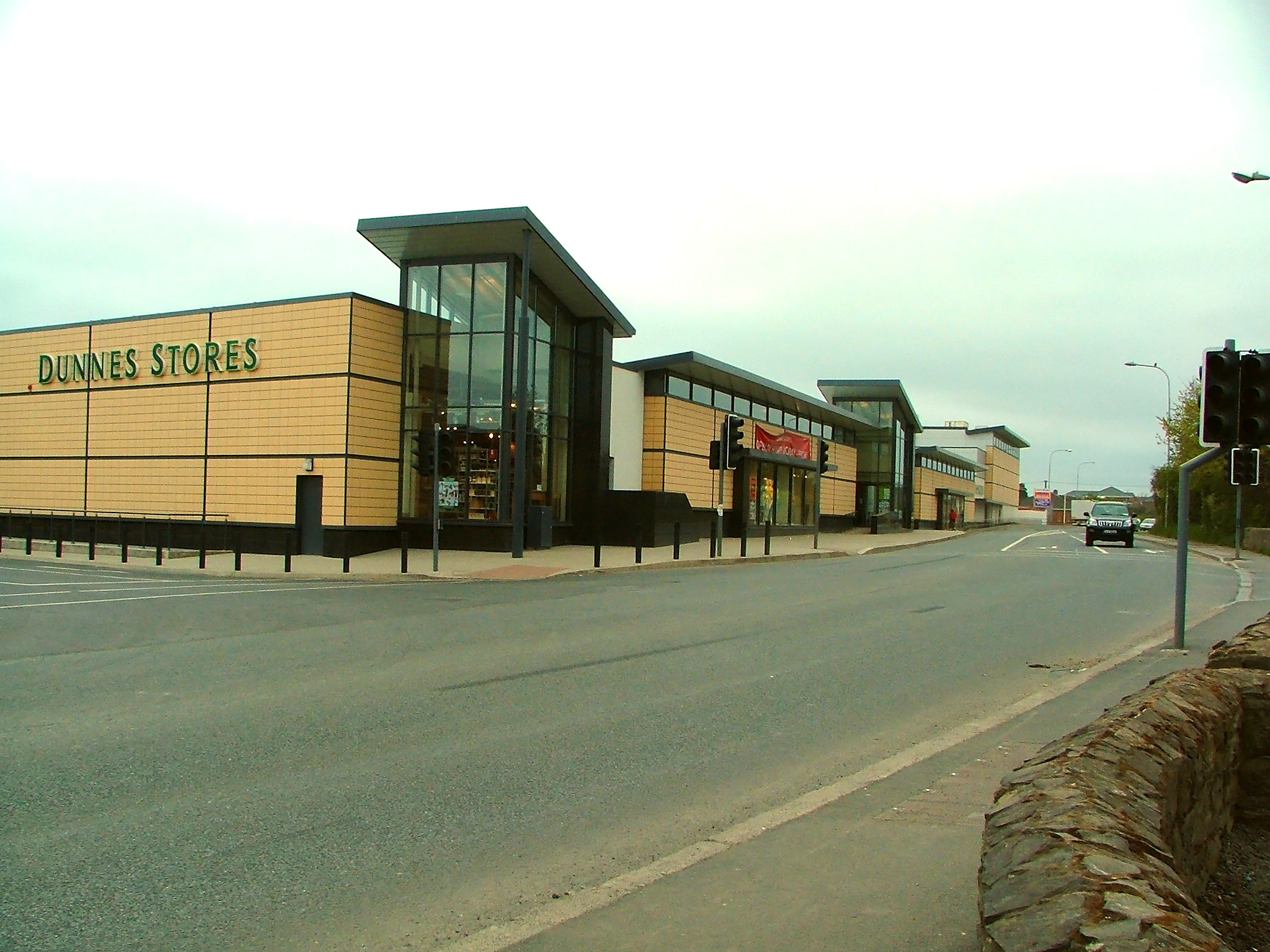
Dunnes Stores: fundada en 1944 en Cork por Ben Dunne, Snr, como una tienda de ropa.

Dunnes Stores es una cadena de supermercados y tiendas de ropa que basa sus operaciones en la República de Irlanda.

## Comercialización
La cadena vende principalmente alimentos, ropa y artículos para el hogar. Además de su principal base de clientes ubicada en la República de Irlanda e Irlanda del Norte, esta cadena tiene operaciones en Gran Bretaña y España. El formato de las tiendas de la cadena es muy similar al usado por la compañía Británica Marks and Spencer, con un supermercado de alimentación funcionando junto a una tienda de ropa y menaje. La división de alimentación funciona únicamente en tiendas Irlandesas. De cualquier modo, algunas tiendas venden únicamente textiles, mientras que otras (menos frecuentes) tienen únicamente el supermercado. La compañía es famosa por su marca de bajo costeSt. Bernard, aunque en los últimos años está siendo desplazada por la marca Dunnes Stores en artículos de ropa.

## Historia
La cadena fue fundada en 1944 en Cork por Ben Dunne, Snr, como una tienda de ropa. La división de alimentos comenzó en la década de 1960. La compañía abrió el primer centro irlandés de compras fuera del casco urbano en Cornelscourt, Co. Dublin, en 1968.
La compañía es principalmente conocida por el cierre patronal /huelga de 1982 a 1986. Miembros de la IDATU (la unión de trabajadores de comercio) rehusaron trabajar con productos procedentes de Sudáfrica, donde aún gobernaba el régimen del apartheid. Ninguno de los facciones involucradas cedió y la disputa no terminó hasta que el gobierno Irlandés declaró las importaciones de Sudáfrica ilegales.

## Propiedad
La compañía no aparece en listados públicos - está controlada por un fideicomiso familiar. No es una compañía privada limitada por acciones, por lo tanto no tiene archivos contables, pero tampoco tiene responsabilidad limitada. Ben Dunne (junior) tuvo bastante tiempo la posición principal de la compañía, hasta que fue involucrado en un asunto de drogas y prostitución en 1992, que condujo a un pleito interno forzando su renuncia. Actualmente dos de sus hermanos, Frank Dunne y Margaret Heffernan, están a cargo de la compañía.
La familia Dunne, propietarios de la compañía, se encuentran entre las personas más ricas de la Isla de Irlanda. Margaret Heffernan, por ejemplo, es la segunda mujer más rica de Irlanda con un patrimonio estimado en 603 millones de Euros de acuerdo a con la Sunday Times Rich List 2006.
La compañía está en proceso de cambio a la siguiente generación de la familia Dunne, tanto Margaret Hefferman como Frank Dunne están cediendo, en fases, sus acciones de la compañía a sus hijos.

## Competidores
Los principales competidores locales de Dunnes Stores en el negocio de los supermercados son, Tesco Ireland, SuperValu, y Superquinn. En ropa, sus rivales incluyen Penneys (Primark), Marks and Spencer, Arnotts, y Roches Stores.

## Presencia en España
Dunnes Stores cuenta con una pequeña presencia en España, concretamente en la provincia de Málaga, donde se encuentran cuatro tiendas repartidas en diferentes puntos: Málaga (Centro Comercial Larios Centro), Fuengirola (C.C.Las Rampas), Mijas y Vélez-Málaga (C.C.El Ingenio).